# Tango (hudební skupina)
Tango byla česká hudební skupina založená v listopadu 1983. Skupinu tvořili Miroslav Imrich, František Kotva, Zdeněk Juračka, Ota Baláž, Jaroslav Vondrák a Jiří Novotný. Skupina hrála na pomezí rocku, nové vlny a popu.

## Diskografie
- 1986 Elektrický bál
- 1987 Tango '87
- 1988 Můra, hop!

## Singly
- Na šikmé ploše
- Co s tím sklem
- Když máš den